# Swollen Members
I Swollen Members sono un gruppo musicale hip hop canadese attivo dal 1992.

## Storia del gruppo
Il gruppo è originario di Vancouver ed è costituito da due componenti stabili, ossia Madchild e Prevail.
Un frequente collaboratore del duo è Moka Only, che è stato anche membro fisso del gruppo nella prima metà degli anni '90 e dal 2002 al 2005. Dal 2002 è membro del gruppo anche il produttore Rob the Viking.
Il gruppo ha debuttato nel 1999 con Balance. In tre tracce di Balance partecipa Evidence. Con la riedizione di questo disco (2001) hanno vinto il Juno Awards. Nel 2001 è uscito anche Bad Dreams, disco che contiene diverse collaborazioni come quelle con Joey Chavez e Son Doobie. Il loro successivo Monsters in the Closet contiene una collaborazione con Nelly Furtado.
Dopo Black Magic (2005), pubblicato come duo, senza Moka Only, esce Armed to the Teeth (ottobre 2007).
Dal 2006 il gruppo pubblica per la Suburban Noize Records.
Con Beautiful Death Machine hanno raggiunto il terzo posto della classifica canadese e sono entrati anche nella Billboard 200 statunitense.

## Formazione
- Madchild (vero nome Shane Bunting, nato il 21 ottobre 1975) - dal 1996
- Pravail (vero nome Kiley Hendriks, nato il 4 novembre 1975) - dal 1992
- Rob the Viking - dal 2002

Ex membri
- Moka Only (vero nome Daniel Denton, nato il 14 novembre 1973) - dal 1992 al 1996 e dal 2002 al 2005
- Easy Roc - dal 1996 al 1998
- Zodak - dal 1996 al 1999

## Premi
Juno Awards
- 2001 - miglior registrazione rap (Balance)
- 2002 - miglior registrazione rap (Bad Dreams)
- 2003 - registrazione rap dell'anno (Monsters in the Closet)
- 2007 - registrazione rap dell'anno (Black Magic)

## Discografia

### Album studio
- 1999 - Balance
- 2001 - Bad Dreams
- 2002 - Monsters in the Closet
- 2003 - Heavy
- 2006 - Black Magic
- 2009 - Armed to the Teeth
- 2011 - Dagger Mouth
- 2011 - Monsters II
- 2011 - 1997
- 2013 - Beautiful Death Machine
- 2014 - Brand New Day